# Wereldkampioenschap voetbal 1962 (kwalificatie CAF & AFC)
6 landen uit Afrika (CAF) en 3 landen uit Azië (AFC) hadden zich ingeschreven om mee te doen aan de kwalificatie van het Wereldkampioenschap voetbal 1962. De Verenigde Arabische Republiek, Soedan en Indonesië trokken zich echter terug, waardoor er nog 6 landen in totaal overbleven. Voor zowel de Afrikaanse landen als de Aziatische landen was 1 plek beschikbaar voor de intercontinentale play-off tegen een Europees land. De kwalificatie duurde van 28 augustus 1960 tot en met 26 november 1961.
Geen enkel Aziatisch of Afrikaans land zou zich uiteindelijk kwalificeren.

## Groepen en wedstrijden
Legenda

### Eerste ronde (CAF)

#### Groep 1
| Pos | Land                          | Opmerking      |
| --- | ----------------------------- | -------------- |
| —   | Verenigde Arabische Republiek | teruggetrokken |
| —   | Soedan                        | teruggetrokken |

Geen wedstrijden

#### Groep 2
| Pos | Land    | Wed | Win | Gel | Ver | DV | DT | +/− | Pnt |
| --- | ------- | --- | --- | --- | --- | -- | -- | --- | --- |
| 1=  | Marokko | 2   | 1   | 0   | 1   | 3  | 3  | 0   | 2   |
| 1=  | Tunesië | 2   | 1   | 0   | 1   | 3  | 3  | 0   | 2   |

|                 |                             |       |            | |
| 30 oktober 1960 | Marokko                     | 2 – 1 | Tunesië    | Stade d'Honneur Locatie: Casablanca, Marokko Toeschouwers: 12.000 Scheidsrechter: Blanco Perez (ESP) |
| 30 oktober 1960 | Khalfi 33' Azhar 60' (pen.) |       | Meddeb 43' | Stade d'Honneur Locatie: Casablanca, Marokko Toeschouwers: 12.000 Scheidsrechter: Blanco Perez (ESP) |

|                  |                          |       |            | |
| 13 november 1960 | Tunesië                  | 2 – 1 | Marokko    | Stade Géo André Locatie: Tunis, Tunesië Toeschouwers: 10.000 Scheidsrechter: Carl Erich Steiner (AUT) |
| 13 november 1960 | Chetali 47' Tlemçani 60' |       | Chicha 64' | Stade Géo André Locatie: Tunis, Tunesië Toeschouwers: 10.000 Scheidsrechter: Carl Erich Steiner (AUT) |

Marokko en Tunesië eindigden gelijk in de poule, er werd een extra play-off gespeeld om te bepalen welk van deze teams zich kwalificeert voor de finaleronde.
|                 |           |              |            |                                                                         |
| 22 januari 1961 | Marokko   | 1 – 1 (n.v.) | Tunesië    | Stadio Comunale Locatie: Palermo, Italië Scheidsrechter: Lo Bello (ITA) |
| 22 januari 1961 | Azhar 36' |              | 89' Kerrit | Stadio Comunale Locatie: Palermo, Italië Scheidsrechter: Lo Bello (ITA) |

Marokko kwalificeert zich voor de finaleronde na loting.

#### Groep 3
| Pos | Land    | Wed | Win | Gel | Ver | DV | DT | +/− | Pnt |
| --- | ------- | --- | --- | --- | --- | -- | -- | --- | --- |
| 1   | Ghana   | 2   | 1   | 1   | 0   | 6  | 3  | +3  | 3   |
| 2   | Nigeria | 2   | 0   | 1   | 1   | 3  | 6  | −3  | 1   |

|                  |                                            |       |            | |
| 28 augustus 1960 | Ghana                                      | 4 – 1 | Nigeria    | Accra Sportsstadion Locatie: Accra, Ghana Toeschouwers: 40.000 Scheidsrechter: Arthur Holland (ENG) |
| 28 augustus 1960 | Acquah 18' Boateng 44' Fynn 54' Salisu 55' |       | 50' Fayemi | Accra Sportsstadion Locatie: Accra, Ghana Toeschouwers: 40.000 Scheidsrechter: Arthur Holland (ENG) |

|                   |                               |       |                 |                                                                                 |
| 10 september 1960 | Nigeria                       | 2 – 2 | Ghana           | George V-Stadion Locatie: Lagos, Nigeria Scheidsrechter: Kurt Tschenscher (FRG) |
| 10 september 1960 | Emenako 28' Fayemi 75' (pen.) |       | 14', 83' Acquah | George V-Stadion Locatie: Lagos, Nigeria Scheidsrechter: Kurt Tschenscher (FRG) |

### Finaleronde (CAF)
| Pos | Land    | Wed | Win | Gel | Ver | DV | DT | +/− | Pnt |
| --- | ------- | --- | --- | --- | --- | -- | -- | --- | --- |
| 1   | Marokko | 2   | 1   | 1   | 0   | 1  | 0  | +1  | 3   |
| 2   | Ghana   | 2   | 0   | 1   | 1   | 0  | 1  | −1  | 1   |

|              |       |       |         |                                                                               |
| 2 april 1961 | Ghana | 0 – 0 | Marokko | Accra Sportsstadion Locatie: Accra, Ghana Scheidsrechter: Hussein Fahmy (EGY) |
| 2 april 1961 |       |       |         | Accra Sportsstadion Locatie: Accra, Ghana Scheidsrechter: Hussein Fahmy (EGY) |

|             |            |       |       | |
| 28 mei 1961 | Marokko    | 1 – 0 | Ghana | Stade d'Honneur Locatie: Casablanca, Marokko Toeschouwers: 12.000 Scheidsrechter: Blanco Perez (ESP) |
| 28 mei 1961 | Khalfi 37' |       |       | Stade d'Honneur Locatie: Casablanca, Marokko Toeschouwers: 12.000 Scheidsrechter: Blanco Perez (ESP) |

### Eerste ronde (AFC)
| Pos | Land       | Wed            | Win            | Gel            | Ver            | DV             | DT             | +/−            | Pnt            |
| --- | ---------- | -------------- | -------------- | -------------- | -------------- | -------------- | -------------- | -------------- | -------------- |
| 1   | Zuid-Korea | 2              | 2              | 0              | 0              | 4              | 1              | +3             | 4              |
| 2   | Japan      | 2              | 0              | 0              | 2              | 1              | 4              | −3             | 0              |
| —   | Indonesië  | teruggetrokken | teruggetrokken | teruggetrokken | teruggetrokken | teruggetrokken | teruggetrokken | teruggetrokken | teruggetrokken |

|                 |                           |       |            |                                                       |
| 6 november 1960 | Zuid-Korea                | 2 – 1 | Japan      | Seoel, Zuid-Korea Scheidsrechter: Kim Duck-Chun (KOR) |
| 6 november 1960 | Chung Soon-Cheon 39', 41' |       | 26' Sasaki | Seoel, Zuid-Korea Scheidsrechter: Kim Duck-Chun (KOR) |

|              |       |                                       |            |                                             |
| 11 juni 1961 | Japan | 0 – 2                                 | Zuid-Korea | Tokio, Japan Scheidsrechter: Pratlett (HKG) |
| 11 juni 1961 |       | 21' Chung Soon-Cheon 26' Yoo Pan-Soon |            | Tokio, Japan Scheidsrechter: Pratlett (HKG) |

## Intercontinentale play-off

### UEFA / CAF
Na twaalf jaar plaatste Spanje zich eindelijk weer voor een wereldkampioenschap. Een team bestaande uit alle grote spelers van Real Madrid had toch weer opvallend moeite met Wales en het sterkste team van Afrika Marokko. Naast Alfredo di Stefano was nu ook de Hongaar Ferenc Puskas genaturaliseerd tot Spanjaard. Het wordt voor hem zijn tweede WK na het mislopen van de titel in 1954.
|                  |         |             |        | |
| 12 november 1961 | Marokko | 0 – 1       | Spanje | Stade d'honneur Locatie: Casablanca, Marokko Toeschouwers: 26.000 Scheidsrechter: Daniel Mellet (SUI) |
| 12 november 1961 |         | 80' Del Sol |        | Stade d'honneur Locatie: Casablanca, Marokko Toeschouwers: 26.000 Scheidsrechter: Daniel Mellet (SUI) |

|                  |                                                |                  |                             |                                                                                                   |
| 23 november 1961 | Spanje Marcelino 12' Di Stéfano 44' Collar 58' | 3 – 2 (4–2 agg.) | Marokko 40' Riahi 64' Azhar | Santiago Bernabéu Locatie: Madrid, Spanje Toeschouwers: 30.000 Scheidsrechter: Cesare Jonni (ITA) |
| 23 november 1961 |                                                |                  |                             | Santiago Bernabéu Locatie: Madrid, Spanje Toeschouwers: 30.000 Scheidsrechter: Cesare Jonni (ITA) |

Spanje wint met 4–2 over twee wedstrijden en kwalificeert zich voor het hoofdtoernooi.

### UEFA / AFC
Joegoslavië overleefde in Polen een krappe voorsprong van 2-1 door voor 100.000 mensen in Chórsow gelijk te spelen. De play-off wedstrijden tegen de sterkste ploeg van Azië Zuid-Korea waren geen enkel probleem. Joegoslavië plaatste zich voor de vierde keer op rij voor een WK.
|                |                                                        |       |                    | |
| 8 oktober 1961 | Joegoslavië                                            | 5 – 1 | Zuid-Korea         | JNA-Stadion Locatie: Belgrado, Joegoslavië Toeschouwers: 20.000 Scheidsrechter: Konstantinos Ioannidis (GRE) |
| 8 oktober 1961 | Čebinac 42' Šekularac 54', 70' Radaković 67' Galić 89' |       | 82' Chug Sun-cheon | JNA-Stadion Locatie: Belgrado, Joegoslavië Toeschouwers: 20.000 Scheidsrechter: Konstantinos Ioannidis (GRE) |

|                  |                            |                  |                                         | |
| 26 november 1961 | Zuid-Korea Yoo Pan-sun 61' | 1 – 3 (2–8 agg.) | Joegoslavië 17', 27' Galić 89' Jerković | Hyochangstadion Locatie: Seoel, Zuid-Korea Toeschouwers: 25.000 Scheidsrechter: Mak Xeun Fei (HKG) |
| 26 november 1961 |                            |                  |                                         | Hyochangstadion Locatie: Seoel, Zuid-Korea Toeschouwers: 25.000 Scheidsrechter: Mak Xeun Fei (HKG) |

Joegoslavië wint met 8–2 over twee wedstrijden en kwalificeert zich voor het hoofdtoernooi.